# نيويل ساندرز
نيويل ساندرز هو شخصية أعمال وسياسي أمريكي، ولد في 12 يوليو 1850 في مقاطعة أوين في الولايات المتحدة، وتوفي في 26 يناير 1939 في لوكأوت ماونتن في الولايات المتحدة. نشط حزبياً في الحزب الجمهوري. وقد انتخب عضو مجلس الشيوخ الأمريكي ‏ عن دائرة Tennessee Class 2 senate seat ‏ وقد انضم خلال فترته النيابية ‏ (11 أبريل 1912 – 24 يناير 1913) للكتلة البرلمانية الحزب الجمهوري وانتخب عضو مجلس الشيوخ الأمريكي ‏.